# Wahlen in San Marino
In San Marino finden Wahlen zum Parlament, dem Consiglio Grande e Generale und zu den Gemeinderäten, den Giunte de Castelli statt. Daneben gibt es noch Volksabstimmungen über Referenden und Initiativen.

## Parlamentswahlen
San Marino verfügt über ein Einkammerparlament, den Consiglio Grande e Generale. Die Anzahl der Abgeordneten (Consiglieri) beträgt 60. Die Dauer der Legislaturperiode beträgt fünf Jahre, vorgezogene Parlamentswahlen sind jedoch recht häufig.
Wahlberechtigt sind alle san-marinesischen Staatsangehörigen, die am Wahltag das achtzehnte Lebensjahr vollendet haben. Dies gilt auch für im Ausland lebende San-Marinesen. Vom aktiven Wahlrecht ausgeschlossen sind Personen, die wegen Geisteskrankheit entmündigt wurden, sowie Personen, die wegen spezifischer Straftaten zu einer Freiheitsstrafe oder dem Entzug des Wahlrechts verurteilt wurden.
Wählbar sind alle Staatsbürger, die das einundzwanzigste Lebensjahr vollendet haben und einen Wohnsitz in San Marino haben. Kein passives Wahlrecht haben Richter, der Procuratore del Fisco, Diplomaten und Angehörige von Gendarmeria, Polizei und der Guardia di Rocca. Die Mitgliedschaft im Consiglio Grande e Generale ist inkompatibel mit einer Reihe von Funktionen: Mitgliedschaft in der Führung einer Gewerkschaft, eines Berufsverbandes, dem Verwaltungs- oder Kontrollgremium der Zentralbank, öffentlicher Einrichtungen, sowie die Vorsitzenden von Bankinstituten und Sportverbänden und die Mitglieder des Exekutivkomitees des Nationalen Olympischen Komitees Comitato Olimpico Nazionale Sammarinese und die Angehörigen einiger Sicherheitskräfte. Weiterhin dürfen Ehepartner oder Partner einer Lebensgemeinschaft sowie Eltern oder Kinder eines Abgeordneten nicht dem Parlament angehören.
Die Abgeordneten werden in einer repräsentativen Listenwahl bestimmt. Jede Wahlliste umfasst zwischen 12 und 60 Mitgliedern, muss von mindestens 90 Wahlberechtigten unterstützt werden und jeweils mindestens einem Drittel aus Männern und Frauen umfassen (quota rosa). Listen können sich zu Koalitionen zusammenschließen, Einzelkandidaturen sind nicht möglich.
Gewählt wird am Wahlsonntag im Wahllokal, eine Briefwahl ist nicht möglich. Für im Ausland wohnende San-Marinesen gibt es Wahllokale in einigen san-marinesischen Gemeinden. Das Krankenhaus verfügt über ein eigenes Wahllokal.
Gewählt wird eine Liste oder eine Koalition. Zusätzlich haben die Wähler die Möglichkeit einen Kandidaten anzukreuzen. Als Wahlsieger gilt die Koalition, die über mindestens 30 Sitze oder die Mehrheit der Stimmen verfügt. Sollte dies für keine Koalition zutreffen, kommt es zwei Wochen später zu einer Stichwahl (ballottaggio) zwischen den beiden erstplatzierten Koalitionen. Es gibt eine Sperrklausel von 0,4 % mal der Anzahl der kandidierenden Listen, jedoch maximal 3,5 %. Die Sitzverteilung wird nach dem D’Hondt-Verfahren bestimmt. Der siegreichen Koalition stehen mindestens 35 der 60 Sitze zu (premio di stabilità). Die Verteilung innerhalb der Listen erfolgt nach der Anzahl der Stimmen, die auf die Kandidaten entfallen. Bei Ausscheiden eines Abgeordneten, rückt der nächste der Liste mit den meisten Stimmen nach.
Die siegreiche Koalition ist verpflichtet, die Regierung aus ihren Abgeordneten zu bilden. Während der Legislaturperiode können nicht Parteien anderer Koalitionen in die Regierung aufgenommen werden. Das Abgeordnetenmandat eines Ministers (Gegretario di Stato) ruht während seiner Regierungszugehörigkeit, dafür rückt ein anderer Abgeordneter nach. Bei Ausscheiden aus der Regierung nimmt der ex-Minister seinen Parlamentssitz wieder ein.

## Geschichte
San Marino bezeichnet sich als die älteste Republik der Welt. Die Gesetzgebung wurde ursprünglich vom Arengo, dem Rat der Familienoberhäupter ausgeübt. Im Laufe der Zeit übertrug der Arengo seine Befugnisse nach und nach auf den Rat der 60 (Congilio dei LX), der im 14. Jahrhundert gegründet wurde. Der Rat entwickelte sich zu einer Oligarchie, ab ca. 1600 wurden die Mitglieder auf Lebenszeit durch Kooptation bestimmt. In Folge einer ökonomischen Krise und sozialen Aufbegehrens mit dem Ziel einer demokratischen Herrschaft wurde im Jahre 1906 erstmals nach mehreren Jahrhunderten der Arengo wieder einberufen.
Der Arengo entschied sich für die Abschaffung des bisherigen Systems, die Mitglieder des Consiglio Grande e Generale wurden zukünftig gewählt. Wahlberechtigt waren die männlichen Familienoberhäupter sowie Akademiker. Von der Wahl ausgeschlossen waren Kleriker. Zu Beginn wurden die Abgeordneten für neun Jahre gewählt. Alle drei Jahre wurde jeweils ein Drittel der Abgeordneten neu gewählt. Dies führte jedoch aufgrund vieler Unregelmäßigkeiten bei den Wahlen und zahlreicher Rücktritte zu häufigen Wahlen. 1909 wurde das Wahlrecht auf alle Männer ab 21 erweitert. Es handelte sich um Mehrmandatswahlkreise, wobei jedes der anfangs neun, später zehn, Kirchspiele (Parrocchie) eine von der Einwohnerzahl abhängige Anzahl von Abgeordneten stellte.
Im Jahr 1920 trat ein neues Wahlrecht in Kraft, es wurde das komplette Parlament auf vier Jahre gewählt. Das ganze Land bildete einen Wahlkreis und es wurde für Listen gestimmt. Zusätzlich konnte bis zu sechs Abgeordneten eine Stimme gegeben werden. Die Stimmverteilung erfolgte nach dem D’Hondt-Verfahren. 1923 kam die faschistische Partito Fascista Sammarinese (PFS) an die Macht. Die Legislaturperiode wurde auf sechs Jahre verlängert, wahlberechtigt waren die männlichen Familienvorstände, Akademiker, Militärangehörige, sowie Personen deren Steuern eine gewisse Schwelle überschritten.
Nach dem Sturz und der Auflösung der PFS, kehrte man zum alten Wahlrecht zurück. Nach den Auseinandersetzungen von Rovereta 1957 modifizierten die jetzt regierenden Christdemokraten das Wahlrecht. Frauen erhielten erstmals zur Parlamentswahl 1964 das aktive Wahlrecht und im Ausland lebende Bürger konnten ab 1959 per Briefwahl wählen. Die Dauer der Legislaturperiode wurde auf fünf Jahre verlängert. Im Zuge der 1974 erfolgten Gleichstellung der Frauen, erhielten diese auch das passive Wahlrecht.
Im Jahr 1996 erfolgte eine Wahlrechtsreform. Die Briefwahl für im Ausland lebende Bürger wurde wieder abgeschafft, das passive Wahlrecht hatten nur noch Personen mit Wohnsitz im Inland. Die Kriterien für den Ausschluss vom aktiven Wahlrecht wurden präzisiert und die Unvereinbarkeit der Parlamentszugehörigkeit von Ehepartnern und Kindern wurde eingeführt. Das Alter für das aktive Wahlrecht wurde auf 18 herabgesetzt, für das passive Wahlrecht auf 21. Die Wähler konnten bis zu sechs Kandidaten ihre Stimme geben, kumulieren und panaschieren war nicht möglich. 1997 wurde die Anzahl der Einzelstimmen auf drei herabgesetzt.
Mit der Wahlrechtsreform von 2007 wurden die Sperrklausel, die quota rossa, sowie der premo di stabilità eingeführt. 2016 wurde die Anzahl der Stimmen auf einen Kandidaten beschränkt.